# 腺养胎生
腺养胎生（Adenotrophic viviparity）是虱蝇总科（Hippoboscoidea）、墨丽蝇亚科（Mesembrinellinae）等昆虫的一种繁殖方式。
在腺营养胎生中，卵（通常一次一个）保留在雌性体内孵化，并通过“乳腺”获得营养，直到发育的幼虫准备化蛹。然后幼虫被母体排出，并立即化为蛹。这是昆虫在其最脆弱的生命阶段避免捕食的一种方式。 幼虫出生后，哺乳期停止，乳腺分泌细胞开始退化，恢复到原来的大小。在此期间，胚胎在下一个卵中开始形成。
产乳汁的腺体在虱蝇总科和墨丽蝇亚科的观察中有所不同；在后者中，哺乳是通过附属腺体和受精囊而不是特定的乳腺进行的。在这两种情况下，乳汁分泌物都与哺乳动物乳汁非常相似，包括脂蛋白和MGP2–10蛋白（后者类似于哺乳动物中的酪蛋白）和细菌内共生体（例如采采蝇中的舌蝇威格尔斯沃思氏菌）。
腺养胎生与卵胎生不同，卵胎生是指一个或多个卵在雌性体内孵化，但孵化后没有营养，会立即被分娩，并在雌性体外继续发育。
除了蝇类，目前科学家们还在少数几种低等节肢动物中发现了类似的繁殖行为。比如，2018年中国科学院西双版纳热带植物园的研究人员在《科学》（Science）刊发了一篇研究文章，介绍了具有长期哺乳行为的大蚁蛛（Toxeus magnus）。